# 2026年冬季奥林匹克运动会阿拉伯联合酋长国代表团
2026年冬季奧林匹克運動會阿拉伯聯合大公國代表團是阿拉伯聯合大公國所派出的第25届冬季奥林匹克运动会代表团。这是該國首次参加冬季奥林匹克运动会。

## 参赛者统计
以下是参加本届运动会每个运动大项的参赛选手人数列表。
| 大项     | 男子 | 女子 | 合计 |
| -------- | ---- | ---- | ---- |
| 高山滑雪 | 1    | 0    | 1    |
| 合计     | 1    | 0    | 1    |

## 高山滑雪
阿拉伯聯合大公國迄今已有一名男子高山滑雪运动员通过基本配额认证。